# Салимов, Эмиль Энверович
Эмиль Энверович Салимов (азерб. Emil Ənvər oğlu Səlimov, фр. Émile Salimov; род. 1956, Баку, Азербайджан) — театральный режиссёр, драматург, сценограф и педагог. Создатель собственного метода и школы профессионального обучения актёра «КОРПУС В ДЕЙСТВИИ» на базе биомеханике Мейерхольда.
Живёт и работает в Париже.

## Биография
Родился в Баку, в детстве некоторое время жил на Украине.
В 1978 году поступил в Московский Государственный институт культуры на режиссёрское отделение, учился у нар. артиста РСФСР Энвера Бейбутова и Эдгара Эгадзе.
Параллельно с учёбой начал ставить пантомимы и драматические композиции во дворцах культуры, парках и стадионах Москвы.
В 1981 году принял участие в создании театра студии «На Усачевке» со своим педагогом Эдгаром Эгадзе.
В 1983 году создал театральную студию «Сказка», которая ставила спектакли для детей.
В 1985—1986 годах был приглашен на стажировку в Московский государственный академический театр Сатиры, в мастерскую Валентина Плучека, ученика Вс. Мейерхольда, художественного руководителя театра Сатиры.
В 1986 году по приглашению Министерства культуры Грузии поставил спектакль «Цилиндр» по пьесе Эдуардо де Филиппо в Кутаисском государственном драматическом театре имени Месхишвили.
В 1987 году в Москве основал профессиональный Независимый театр «Старая шляпа» с труппой профессиональных актёров и музыкантов. Эмилю Салимову принадлежит первая постановка в СССР «Лысой певицы» Эжена Ионеско и «Марат-Сада» Петера Вайса.
В 1987 году получил французское гражданство и через два года переехал во Францию.
В 1994 году в Париже создал театральную компанию «Парантез» (Скобки).
С 2000 года — член французского Общества драматических авторов и композиторов (SACD). С 2018 года — почетный член общества.
В 2000 и 2001 годах поставил в театре «Люсернер» два спектакля на основе произведений Франца Кафки: «Процесс» и «Америка» (в обоих случаях самостоятельно инсценировав одноимённые романы).
В 2009 и 2011 годах приглашался в Национальную государственную консерваторию драматического искусство для презентации своего метода «Корпус в действии» по биомеханике Мейерхольда. В 2013 году создал собственную Школу драматического искусства «Метод Салимова. Корпус в действии».
В течение почти 40 лет Эмиль Салимов — продюсер, режиссёр и хореограф своих собственных спектаклей, создатель декораций и костюмов, а также преподаватель по актёрскому мастерству, теории драматургии, истории французского и зарубежного театра и оперного театра.
В 2010 году его биография была опубликована в энциклопедии «Русское Зарубежье во Франции».

## Постановки и сценография

### Москва

#### Театр студия «На Усачевке»
- 1981 «Снежная королева» Евгений Щварц
- 1981 «Диалоги за перегородками» Александр Володин
- 1982 «Цилиндр» Эдуардо де Филиппо

#### Театр студия Сказка
- 1983 «Пеппи Длинныйчулок» Астрид Линдгрен
- 1983 «Остров сокровищ» Роберт Луиз Стивенсон
- 1984 «Маленький принц» Антуан де Сент- Экзюпери
- 1984 «10 дней которые потрясли мир» Юрия Любимова по мотивам Джона Рида
- 1985 «Город мастеров» Тамара Габбе
- 1985 «Пиковая дама» Александр Пушкин

#### Московский театр «Старая шляпа»
- 1986 «В ожидании Годо» Сэмюэль Беккет
- 1987 «Лысая певица» Эжен Ионеско
- 1988 «Марат- Сад» Питер Вайс, музыка Александра Журбина

### Грузия
- 1986 «Цилиндр» Эдуардо де Филиппо (Государственный драматический театр имени Месхишвили, Кутаиси)

### Париж
- 1993 «Полоумный Журден» Михаил Булгагов театр «Золотая рука»

#### Русский культурный центр в Париже
- 1993 «Собачье сердце» Михаил Булгаков
- 1994 «Предложение» Антон Чехов
- 1994 «Юбилей» Антон Чехов

#### Театр «Золотая рука»
- 1995 «Чудотворец был высокого роста» пьеса Эмиля Салимова по мотивам произведений Данииля Хармса.
- 1996 «Декамерон» Джованни Боккаччо (фрагменты) Школа Эмиля Салимова при театре «Золотая рука»
- 1997 «Декамерон» Джованни Боккаччо (фрагменты)

#### Театр Люсернер Парижский центр драматического искусства
- 1999 «Игроки» Николай Гоголь
- 2000 «Процесс» Франц Кафка
- 2001 / 2002 «Америка» Франц Кафка

#### Другие театры
- 2004 «Косово — моя любовь» пьеса югославского автора Жован Николик. Театр «Рон пуа» и театр «Сите Университет»
- 2005 «Крылья Фриды» пьеса Эмиля Салимова по произведениям мексиканской художницы Фриды Кало с Натали Руссел, театр «Пети театр де Пари» и театр «Студио Шонзолезе»
- 2005 «Дядюшкин сон» Фёдор Достоевский театр «13»

#### Школа драматического искусства «АКТИНГ ИНТЕРНАЦИОНАЛЬ»
- 2006 «Неосторожность» Иван Тургенев
- 2007 «Принцесса Турандот» Карло Гоцци
- 2008 «Слепые» Морис Метерлинг
- 2008 «Крылья Фриды» пьеса Эмиля Салимова по произведениям мексиканской художницы Фриды Кало
- 2008 «Чудотворец был высокого роста» пьеса Эмиля Салимова по мотивам произведений Данииля Хармса

#### Другие театры
- 2009 "Слепые, Морис Метерлинг Национальная Государственная Консерватория драматического искусства
- 2010 «Декамерон» Джованни Боккаччо, театр «Дежазе»
- 2010 «Кабаре» Мюзикл. Сценарий, режиссура и хореография Эмиля Салимова, театр «Варьете».
- 2011 «Летучая мышь» оперетта Иоганн Штраус (сын), школа «Актинг Интернациональ»
- 2015 / 2016 «Грек ищет гречанку» по роману Фридриха Дюрренматта, «20-й» театр[9]
- 2016 «Нужно всегда целиться в голову» Эмиль Салимов, театр «Клавел»

### Постановки пантомим
- «Венецианские воры»
- «Месть рабов»
- «Приключения в волшебном лесу»
- «Любовь и смерть донны Долорес», по пьесе «Неосторожность» ИванаТургенева
- «Сон-кошмар Калафа», по мотивам «Принцессы Турандот» Карло Гоцци
- «Памяти Марселя Марсо» на музыку Чарли Чаплина
- "Русалка и рыбак «на музыку популярной итальянской мелодии „Тарантелла“
- „Смерть Жозефа К“, по мотивам Франца Кафки на музыку» Весенние голоса" Иоганн Штраус (сын)
- «Берлинские парикмахеры» по песне « Лили Марлен»
- «Болеро» музыка Морис Равел
- «Возвращение Ореста» по мотивам Эсхила и Жан-Поль Сартра
- «Испанское безумие» «ХХVI вариаций» Антонио Сальери

На музыку НИНО РОТЫ
- «Красотка, злой и добрый»
- «Верните мою куклу, черт возьми»
- «Возвращение бабочки»
- «Хождение по мукам»
- «Трагедия Каландрино»
- «Казнь невинных» по картине Николя Пуссена

## Автор

### Пьесы
- «Двойник» по роману Федора Достоевского
- «Доницетти». О жизни и творчестве итальянского композитора Гаэтано Доницетти
- «Ван Гог»
- «Грек ищет гречанку» по роману Фридриха Дюрренматта
- «Казнь невинного» монолог для одного актёра, написан на русском языке
- «Смерть Теодора»
- «Каприз»
- «Я умру как Сократ»
- «Нужно всегда целиться в голову»
- «Крылья Фриды», по мотивам произведений и интимному журналу мексиканской художницы Фриды Кало
- «Последний английский анекдот»
- «Чудотворец был высокого роста», по мотивам произведений Данииля Хармса

### Адаптации
- «Декамерон» Джованни Боккаччо
- Федор Достоевский
- «Записки из подполья»
- «Дядюшкин сон»
- «Преступление и наказание»
- «Братья Карамазовы»
- «Кроткая»
- «Процесс» Франц Кафка
- «Америка» Франц Кафка
- «Приглашение на казнь» Владимир Набоков
- «Собачье сердце» Михаил Булгаков
- «Маленький принц» Антуан де Сент-Экзюпери
- «Пиковая дама» Александр Пушкин

## Награды и премии
- 1983 Почетная грамота Академии Педагогических Наук России за спектакль для детей «Пеппи Длинныйчулок» Астрид Лингренд
- 1984 Почетная грамота ГУКА Москвы за спектакль «Остров сокровищ» Роберта Луиз Стивенсена
- 1985 Премия Института Сэмюэля Беккета (Польша) за спектакль «В ожидании Годо» Сэмюэля Беккета
- 1986 Почетные грамоты города Кутаиси, Минкультуры Грузии за спектакль «Цилиндр» Эдуардо де Филиппо
- 1994 Премия Французского Минкультуры и денежная субсидия за пьесу «Чудотворец был высокого роста» по мотивам Данииля Хармса
- 2000 Премия Французского Минкультуры за лучший театральный проект и денежная субсидия за спектакль «Процесс» по роману Франца Кафки
- 2002 Премия Французского Минкультуры за лучший театральный проект и денежная субсидия за спектакль «Декамерон» по произведению Джованни Боккаччо
- 2004 Премия Французского Минкультуры и денежная субсидия за лучшую комическую пьесу «Нужно всегда целиться в голову» Эмиля Салимова

## Публикации
- «Эволюция Русского театра за последние 25 лет и её теоретики» Университет города Валансьена, Франция[10]
- «Мейерхольд — неутомимый экспериментатор»